# Ле
Ле, устаревшая орфография — лэ (фр. lai) — жанр средневековой французской куртуазной литературы, а также жанр светской — преимущественно одноголосной — музыки той же эпохи. Термин «ле» мог применяться как к лирическим (фр. lais lyriques), так и к повествовательным (фр. lais narratifs) произведениям. Немецким эквивалентом ле считается лейх миннезингеров.

## Исторический очерк
Первые ле разрабатывали «бретонские» сюжеты, в них доминировали фантастические мотивы, в том числе мотив связи героя с феей. Постепенно, как и рыцарский роман, ле утратили элементы кельтской феерии, превратившись в куртуазную стихотворную повесть.
Латинский плач (лат. planctus) Абеляра (начало XII века) — форма, почти тождественная французскому ле.
Ле достигает наивысшего расцвета в XIV веке, в творчестве Гильома де Машо (всего написал 19 ле). Это форма ученая; по словам Эсташа Дешана, подробно описавшего её в своём трактате «L’Art de dictier», «сочинять и складывать оную долго и трудно». Благодаря своим размерам (до нескольких сотен стихов) ле независимо от изначально заданной темы располагает к описаниям и дидактике; его двадцать четыре строфы образуют схожие пары, но в двух последних, чтобы завершить песнь, должны быть те же рифмы и то же число стихов, что и в двух первых. На практике нередки отступления от теоретической модели: в некоторых «двойных ле» более шестидесяти строф. Поэтический дискурс всегда отличается сложностью и по сравнению с более ранними традициями довольно разнороден.

## Термин и понятие
В вопросе этимологии термина «ле» у учёных нет единого мнения. По одной из гипотез, слово «ле» кельтского происхождения, первоначально обозначавшее мелодию, музыкальный элемент поэтико-музыкальной композиции. Во французской куртуазной литературе значение lai сливается со значением aventure — небольшого рассказа о необычайном приключении, первоначально лиро-эпического, позднее просто эпического.

### Персонажи
В чудесном мире романтических снов ле нет места живой индивидуальной характеристике; перед нами встают туманные облики прекрасных дам и бесстрашных рыцарей. Это — всегда один и тот же шаблон куртуазной поэзии: «…стройное тело, длинные руки, стройные кисти рук и стройные длинные и полные пальцы…» («Элидюк»). Подобно первым противникам церковного аскетизма, оборотная сторона которого им слишком хорошо была известна, — отверженным клирикам, вагантам — авторы ле вводят описание нагого женского тела. И вместе с тем в этом любовании прекрасным телом сказываются зачатки нового куртуазного мировоззрения с его реабилитацией земной радости.
Так же постоянна характеристика героев ле: все они, отвечая требованиям морали господствующего феодального класса, храбры и щедры; но вместе с тем эти герои и изысканно-вежественны, — опять черта, которая типична для новой стадии бытия феодальной аристократии, создающей теперь международное явление рыцарства.
В каждом поступке витязя, в каждом движении дамы должна проявляться их куртуазность. Molt tre`s doucement la salue (сладостно-тихо её приветствует) — такова обычная формула в описании встреч.
В ле используются все те мотивы и ситуации, которые от куртуазной эпопеи перешли к авантюрному и галантному роману и были спародированы Сервантесом. В этом мире чудесного и необычайного полновластно царит любовь; она овладевает героями (прекрасными дамами и бесстрашными рыцарями) с непреодолимой силой и ведет их к страданиям («Ле о несчастном»), к смерти («О двух влюбленных»), к нарушению норм церковной морали («Элидюк»). Эта любовь напоминает fin amor провансальских лириков, она содержит в себе целый кодекс куртуазных правил. И как в куртуазной лирике, прославление любви принимает здесь форму церковных славословий.

### Повествовательная техника
Часто мы находим в ле формы, близкие к куртуазной лирике — таковы куртуазные диалоги (Guigemar), таков монолог героини в «Ионеке», напоминающий chanson de malmarie’e, таков de’bat в «Несчастном», предвосхищающий изысканную форму позднейшей эпохи — дебаты Ал Шартье, и монолог вассала в «Equitan», напоминающий альбу своим рефреном о муках одинокой ночи.
Соответственно охарактеризованной выше типичной тематике ле находятся и специфические черты в повествовательной технике этого жанра. В лэ, как в романе приключений, фабула служит часто лишь нитью для нанизывания привлекающих поэта мотивов, образов, ситуаций. Отсюда характерные приемы сюжетосложения и композиции: слабость мотивировки, сводящейся к излюбленным авантюрным романом фикциям жизнеописания и путешествия, разрастание Vorgeschichte в отдельный эпизод, вводные эпизоды (эпизод лебедя-вестника в «Milun», эпизод рыцаря-оленя в «Tyolet», эпизод гибельной кровати в «Doon»), наконец частое предвосхищение фабулы — ряд художественных форм, дающих богатый материал для многочисленных гипотез тем учёным, которые занимаются вопросами генезиса сюжетов ле и реконструкции первоначальной их формы (ср. например К. Warnke, Die Lais der Marie de France).
В неспешном, порой замедленном изложении ле, в нагромождении тавтологических оборотов, синонимов или близких по значению слов, в упирании на одно какое-нибудь слово (как «кровь» в центральном эпизоде «Yonec») ясно выступает, если так можно выразиться, установка на эмоциональную окраску слова. И эта черта характерна не только куртуазному стилю анонимных, более поздних лэ, но и бедному риторическими украшениями языку ле Марии Французской.
Тому же повышению эмоциональности текста служат и известные элементы содержания — таковы прежде всего многочисленные описания природы, разбросанные в ле, и не менее многочисленные упоминания о музыке (ср. напр. «Ле о терновнике»). Наконец подобную же роль играют те лирические вставки, о которых мы уже говорили выше и которые порой подавляют само действие, одерживая верх над интересом внешней фабулы.
Повышенный сентиментализм таких ле вызывает пародию со стороны жонглеров (обслуживающих и горожанина и крестьянина) в пределах новеллистического творчества самого средневековья. Таково «Ле об Иньоресе», где известный мотив съеденного сердца (ср. новеллу Боккаччо о Гвилельме Руссильонском) дан в ироническом удвенадцатирении верной дамы и в замене съедаемого сердца любовника другим органом; таков «Lai de lecheor», где спародирован самый прием введения лирического момента.

## Музыка
Строфическая песня ле представлена в XIII—XIV веках в различных формах. В простейших случаях каждая из строф распета на одну и ту же мелодию. Так устроены одноголосные ле из анонимных обработок «Романа о Тристане» XIII и XIV веков. Мелодии в нём, стилистические близкие кансонам трубадуров, имеют одинаковую структуру AAB. Также на одну (весьма протяжённую, состоящую из четырёх самостоятельных разделов, ABCD) мелодию распеваются три строфы знаменитого ле Готье де Куэнси «Царица небесная». Строение стиха и музыки других сохранившихся ле XIII века (например, в сборнике Chansonnier de Noailles, опубликованном Жанруа, и др.) не упорядочено, что не позволяет делать каких-либо обобщений о текстомузыкальной форме ранних ле. Обрывочная нотация дала исследователям повод предполагать импровизационный характер музыкального сопровождения.
Совершенно иную картину представляют развитые формы ле в творчестве Гильома де Машо. В подавляющем большинстве его ле количество двойных строф стабилизировано (12), каждая строфа распета на собственную мелодию (в отличие от твёрдых форм, где музыка возобновляется в каждой новой строфе текста), лишь мелодии первой и заключительной (12-й) строф идентичны. Таким образом, форма целого может быть охарактеризована как сквозная с обрамлением. 
17 из 19 ле, написанных Машо, по традиции одноголосны. Два его ле — трёхголосные № 11 Lay de la fonteinne («Ле об источнике») и № 12 Lay de confort («Ле об умиротворении») — содержат строфы, распетые каноном в приму. Многие двойные строфы чётко разбиты на полустрофы: ультимы в открытой и закрытой каденциях в них подлежат координации по общим для музыки Машо законам старомодальной гармонии.
Семантически и лексически ле Машо следуют стереотипу куртуазной лирики, характерному для этого жанра. Особняком стоит «Ле об источнике», где уже в первой строфе совершается переход от Прекрасной дамы к «другой Даме», а именно Богородице, после чего все дальнейшие стихи носят характер поэтизированной молитвы с элементами дидактики. Помимо молитвы к Богородице, составляющей главное содержание поэмы, здесь излагаются важнейшие христианские догматы (о непорочном зачатии, о триединстве Бога и т. д.), в том числе католический догмат об исхождении Святого Духа от Отца и Сына (см. Filioque). При этом Отец метафорически сравнивается с «запрудой» (или «руслом реки», ст.-франц. duis), Сын с «источником» (или «фонтаном», fonteinne), а Святой Дух с истекающим из фонтана ручьём (ruissel).

## Известные ле

### Мария Французская
Важнейшими из памятников этого жанра являются: двенадцать ле Марии Французской (Marie de France, около 1165), разрабатывающие ряд сказочных («Ле об оборотне», «Об Ионеке», «О Ланвале» и др.) и куртуазных («Ле о ясене», «О Милуне», «Элидюк», «О двух влюбленных», «О соловье» и др.) сюжетов, в том числе сюжет Тристана и Изольды («Ле о жимолости»).

### Другие ле
- Составленный в Англии в середине XII века Фомой Бекетом на связанный с циклом короля Артура сюжет «Ле о роге»; варьирующий тот же сюжет анонимный «Ле о плохо сшитом плаще» конца XII века;
- анонимные ле конца XII — начала XIII вв. («Ле о Гингаморе», «О Граеленте», «О Тидореле» и др.);
- 7 Ле без нотации, строфы которых состоят из 2-х или 4-х стихов, содержит одна из рукописей «Романа о Тристане (в прозе)» (фр. Le Roman de Tristan (en prose); Fr. F. v. XV № 2; XIV в.), хранящаяся в Публичной библиотеке Санкт-Петербурга в составе коллекции П. П. Дубровского;
- обработка датского героического предания — «Ле о Хавелоке» и несколько позднейших ле XII века, частью варьирующих сюжеты ле Марии Французской («Ле о Мелиуне», «О Дооне»),
  - частью представляющих чисто эпические стихотворные новеллы, более куртуазные по форме и содержанию, чем обычные фаблио («Ле о пегом коне», «О соколе», «Об Аристотеле» и др.),
  - частью наконец расплывающихся в формах куртуазной дидактики («Ле о любви», «О вежестве», «О совете» и др.).